# Gérard Ouellet
Pour les articles homonymes, voir Ouellet.
Gérard Ouellet (né le 17 février 1913 et mort le 3 avril 1975) est un agriculteur et homme politique fédéral du Québec.

## Biographie
Né à Hartford dans l'État du Connecticut aux États-Unis, il entame sa carrière en tant que candidat défait du Parti Crédit social du Canada dans la circonscription de Rimouski en 1962. Élu en 1963, il quitte le Crédit social pour rallier les rangs du Parti progressiste-conservateur du Canada. Tentant d'être réélu en 1965, il est défait par le libéral Louis Guy LeBlanc.